# استپان اسپانداریان
استپان سورنی اسپانداریان (ارمنی: Ստեփան Սուրենի Սպանդարյան؛  زادهٔ ۲ آوریل ۱۹۰۶ - درگذشته ۱۹۸۷) بازیکن بسکتبال، مربی بسکتبال، بازیکن والیبال و بازیکن راگبی ۱۵ نفره اهل ارمنستان بود که به عنوان مربی در بازی‌های المپیک تابستانی در مجموع در برندهٔ ۳ مدال نقره و در مسابقات بسکتبال قهرمانی اروپا در مجموع برندهُ چهار مدال طلا شده است.

## زندگی‌نامه
وی در ۲ آوریل ۱۹۰۶ در تفلیس به دنیا آمد و . همچنین برندهٔ جوایزی همچون نشان پرچم سرخ کار، نشان ستاره سرخ، نشان شایستگی نبرد، مدال شجاعت کار، مدال دفاع از مسکو، قهرمان ورزشی اتحاد شوروی (۱۹۴۳) و مربی شایسته اتحاد شوروی (۱۹۵۷) شده است. وی در ۱۹۸۷ در سن ۸۱ سالگی در مسکو درگذشت و در گورستان نووودویچی به خاک سپرده شد.

## نگارخانه

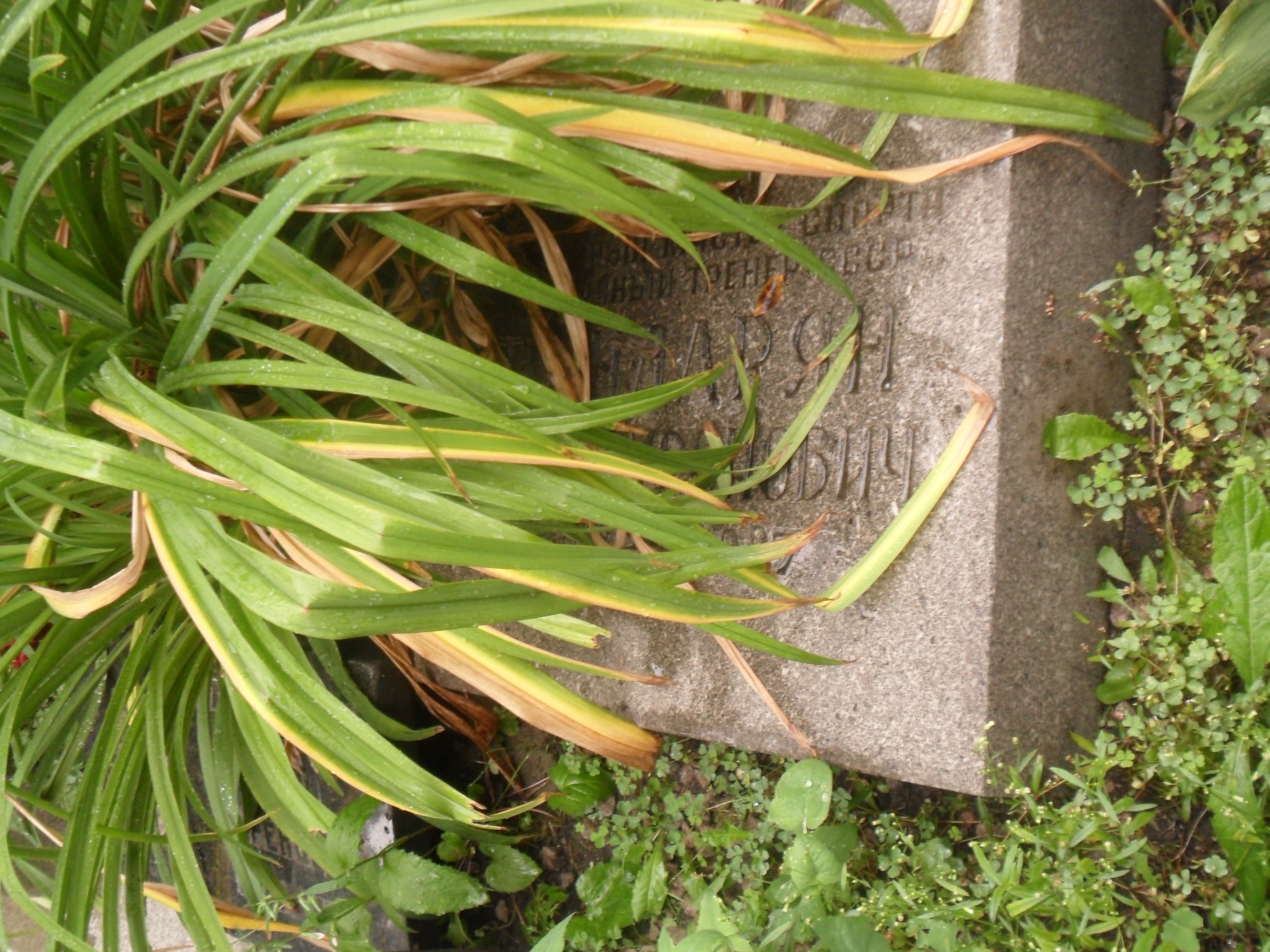
مزار استپان اسپانداریان